# Kühlsen
Kühlsen ist ein Stadtteil von Bad Driburg im Kreis Höxter, Nordrhein-Westfalen. Das landwirtschaftlich geprägte Dorf hat rund 100 Einwohner und ist damit der kleinste Stadtteil von Bad Driburg.

## Geografie

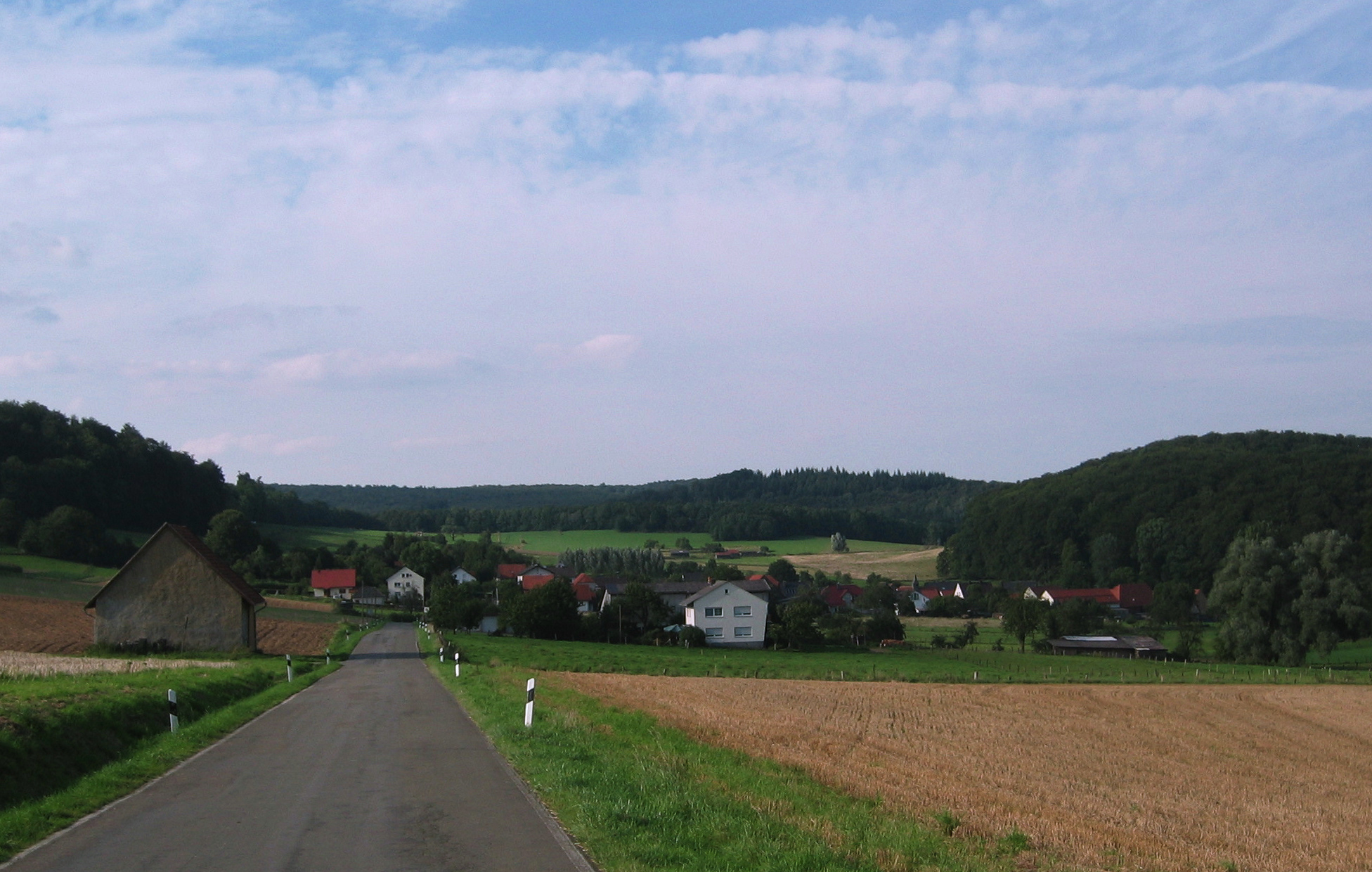
Blick von Süden entlang der K 52 auf Kühlsen

Der Ort liegt gut 8 km Luftlinie südlich der Driburger Kernstadt in einem Tal am Ostfuß des 409 m hohen und bewaldeten Steinbergs, von dem sich der Kühlser Namenszusatz „das Steinbergdorf“ herleitet. Der Steinberg mit seinen Kirchberg und Essenberg genannten nördlichen Nebenhöhen gehört zum 906 ha großen Driburger Naturschutzgebiet „Gradberg“, das von vor allem von Waldmeister-Buchenwäldern geprägt und zum großen Teil auch FFH-Gebiet ist. Im Nordosten wird das Kühlser Tal vom 303 m hohen Dornberg und im Südosten vom 326 m hohen Rietholz eingerahmt. Der in den Dörenwiesen nördlich vom Dorf (Im Ellern) entspringende Bach Ellerbach fließt nach Osten ab und mündet nach etwas mehr als einem Kilometer unterhalb von Dringenberg in die Öse.
Benachbart sind die beiden Driburger Stadtteile Neuenheerse im Westen und Dringenberg im Osten. Nächste nördliche Ansiedlung ist das zu Dringenberg gehörende Walddorf Siebenstern, im Süden befindet sich der Willebadessener Ortsteil Altenheerse.

## Geschichte
Lokalgeschichtlich wird manchmal auf eine Urkunde von 952 verwiesen, in der ein Ort Culisin erwähnt ist; die Zuordnung zu Kühlsen ist jedoch unsicher.
Die ersten bekannten Grundherren in Kühlsen waren im Mittelalter die Ritter von Brakel.
1351 schenkte die Stiftsdame Alheidis von Zegenberg die Hälfte ihres erst kurz zuvor erworbenen Hofes zu Küdelsen dem Stift Heerse. Seitdem ist die Kühlser Geschichte eng mit Neuenheerse verbunden.
1766 zerstörte ein Sturm das örtliche Kirchengebäude sowie 13 Häuser. Im Jahr darauf wurde die bis heute bestehende einschiffige St.-Josefs-Kapelle neu errichtet. Sie besitzt einen kleinen, aus Neuenheerse übernommenen Barockaltar und wurde in den Jahren 1955 und 2006 renoviert. Kühlsen gehört zum Einzugsgebiet der katholischen Pfarrgemeinde St. Saturnina, Neuenheerse im Pastoralverbund Bad Driburg.
Kühlsen gehörte bis zu den Napoleonischen Kriegen zum Rentamt Dringenberg im Hochstift Paderborn. 1803 wurde Kühlsen mit der Auflösung des Hochstifts Paderborn erstmals preußisch und kam zum Oberwaldischen Kreis. Von 1807 bis 1813 gehörte Kühlsen zum von Napoleon gegründeten Königreich Westphalen, in dem es zum Kanton Dringenberg im Departement der Fulda gehörte. Der Ort fiel 1813 wieder an Preußen und kam 1816 zum neuen Kreis Warburg in der Provinz Westfalen. Im Kreis Warburg gehörte Kühlsen zunächst zum Kanton bzw. Amt Dringenberg. Nach dessen Vereinigung mit dem Amt Gehrden in den 1850er Jahren gehörte Kühlsen zum Amt Dringenberg-Gehrden.
Mit Auflösung des Amts Dringenberg-Gehrden durch das Sauerland/Paderborn-Gesetz wurde die Gemeinde Kühlsen am 1. Januar 1975 gemeinsam mit Dringenberg und Neuenheerse in die Stadt Bad Driburg im Kreis Höxter eingegliedert.

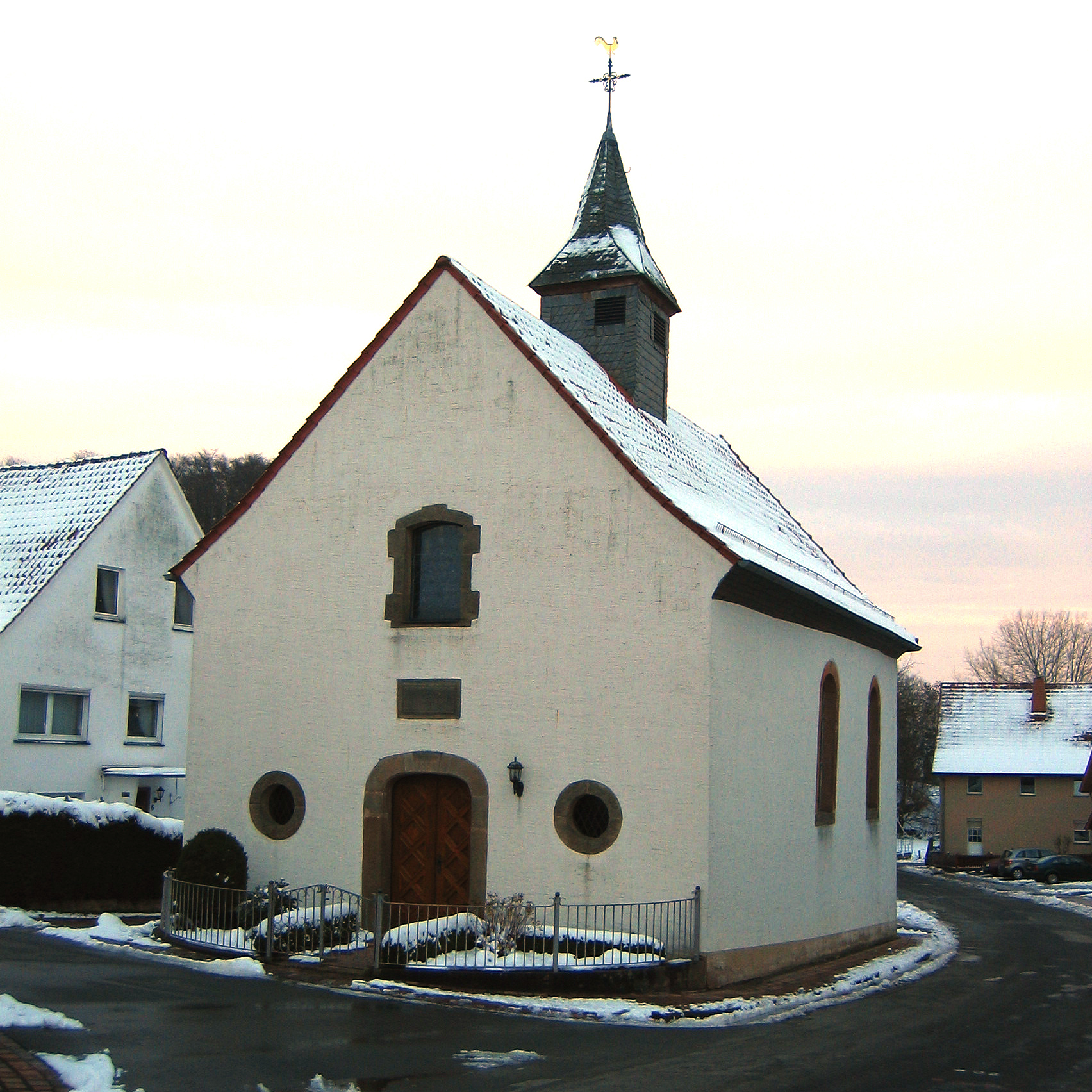
Josefskapelle von 1767
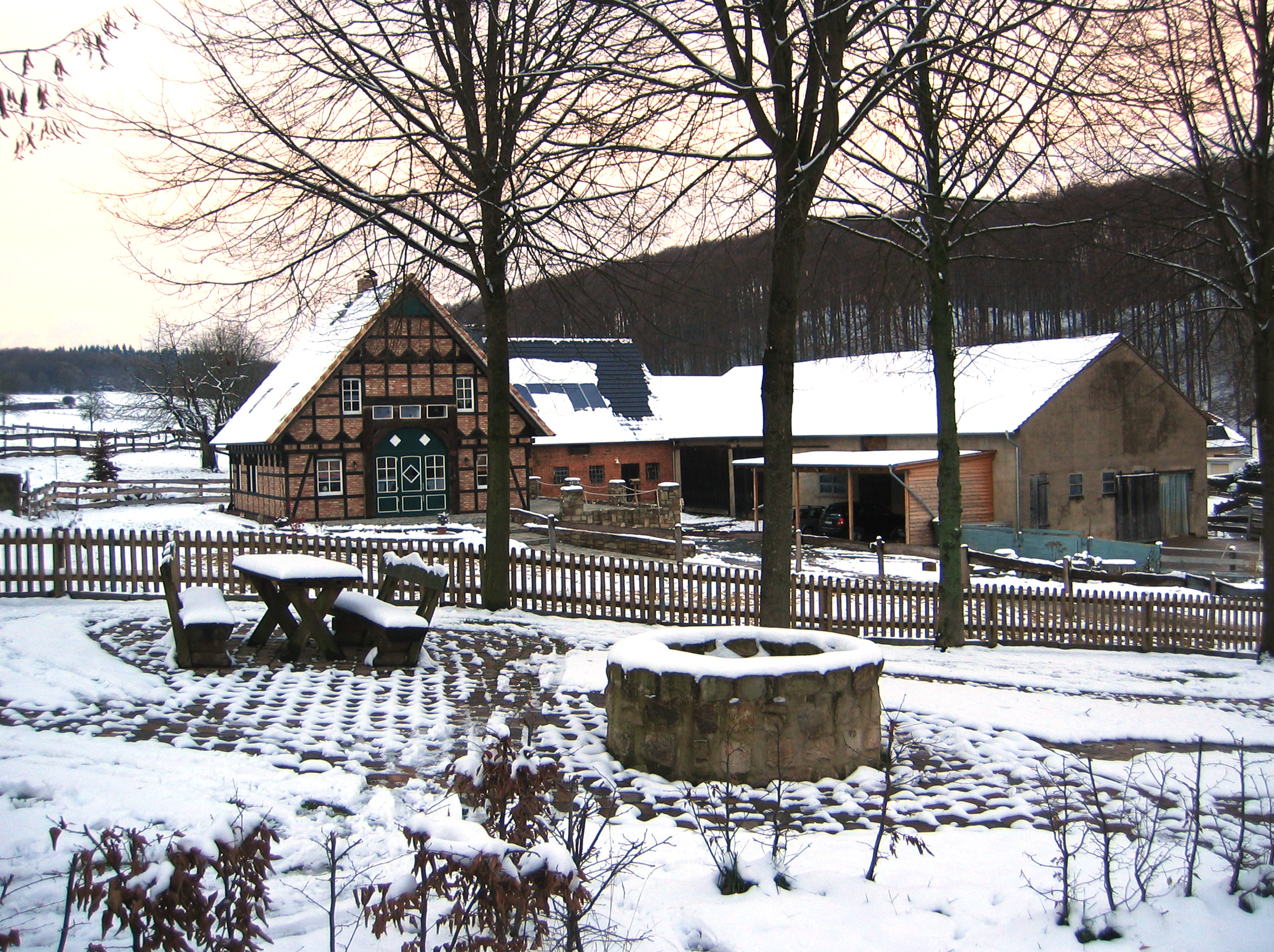
„Drostehof“ im Ortskern
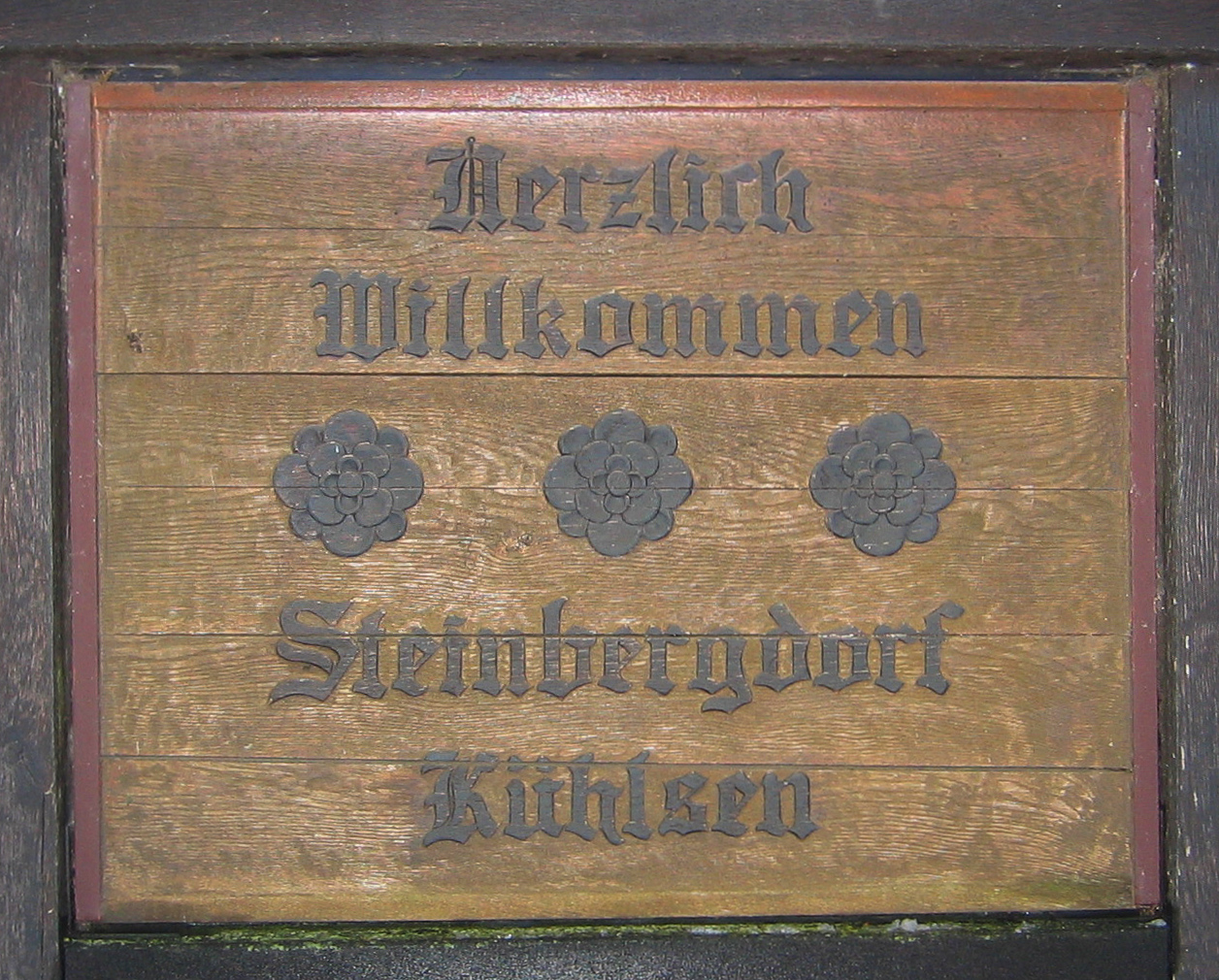
Willkommenstafel des „Steinbergdorfs“

## Politik
Ortsvorsteher von Kühlsen ist Sascha van Plüer (CDU).

## Infrastruktur
Durch den Ort führt die Kreisstraße 52 (Kühlser Dorfstraße). Omnibusse des Nahverkehrsverbunds Paderborn/Höxter (nph) verkehren regelmäßig auf den Strecken Bad Driburg–Willebadessen–Neuenheerse–Paderborn (BahnBus-Hochstift-Linie 540) und Willebadessen–Dringenberg–Schwaney–Paderborn (Linie 201); im Kühlser Bereich gibt es zwei Haltestellen (Kirche und Zum Dornberg).
Die von einem Hallenbetreiberverein unterhaltene Steinberghalle im Ortskern dient als lokaler Veranstaltungsraum, beispielsweise für öffentliche Versammlungen, für den Schützenball der St.-Josef-Schützenbruderschaft Kühlsen und für das Kühlser Karnevalsfest.
Am südwestlichen Dorfrand befindet sich der örtliche Friedhof mit einer kleinen Friedhofskapelle.
Die Feuerwehr-Löschgruppe Kühlsen gehört zum Löschzug 2 der Freiwilligen Feuerwehr Bad Driburg.